# Substrat (sprog)
 For alternative betydninger, se Substrat. (Se også artikler, som begynder med Substrat)
Substrat (af latinsk sub- og stratum ≈ underlag) betegner den sproglige påvirkning, et fortrængt sprog udøver på et nyere sprog i samme område. Dette sker typisk efter et sprogskifte. Elementer af et tidligere sprog ligger fortsat som et lag (≈substrat) under det nye sprog med hensyn til ordforråd, syntaks eller grammatik. Keltiske dialekter i Gallien har for eksempel været substrat for det fremrykkende latin under dets udvikling til galloromansk.
Substratpåvirkninger kendes også fra Sydslesvig, hvor dansk og nordfrisisk har været substrat for det nu dominerende tyske sprog. I modsætning står superstrat, som betegner et sprog, der i større udstrækning har vundet indpas på et andet sprogs geografiske område uden dog at fortrænge dette.
Begrebet blev første gang anvendt i 1875 af den italienske lingvist Graziadio Ascoli i sammenhæng med hans forskning om lydskifter.